# Palacio de Biblioteca y Museos Nacionales
El Palacio de Biblioteca y Museos Nacionales es un edificio neoclásico del siglo XIX de la ciudad española de Madrid, situado en el paseo de Recoletos. Alberga tanto la Biblioteca Nacional de España como el Museo Arqueológico Nacional.

## Historia

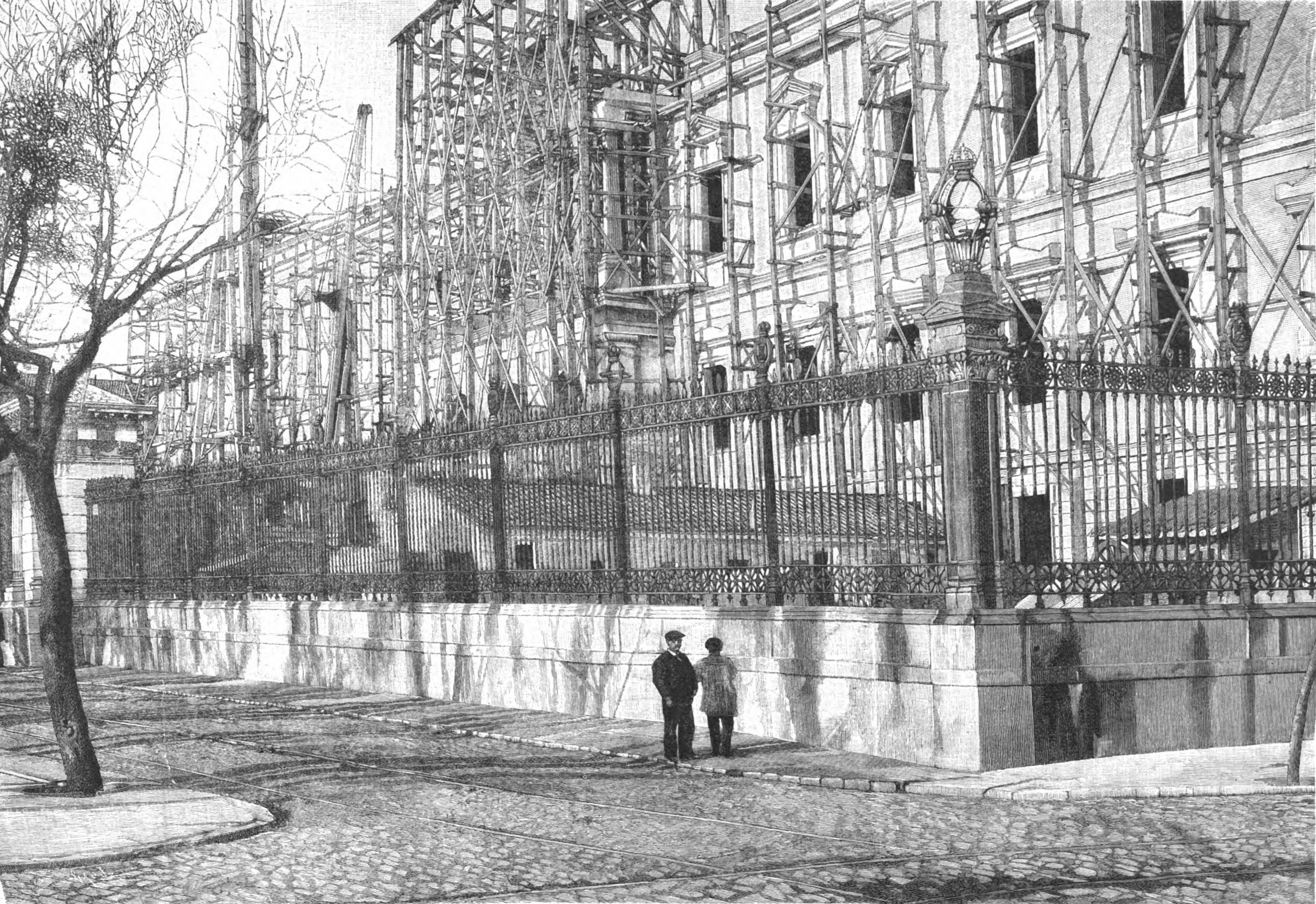
Vista del edificio, todavía en construcción y cubierto de andamios, hacia mediados de 1891.

El 21 de abril de 1866 la reina Isabel II colocó la primera piedra del Palacio de Archivos, Bibliotecas y Museos. Por razones económicas las obras procedieron con lentitud y hubo modificaciones del proyecto original. Pronto se comenzó la construcción de su sede en el pasadizo que unía el Real Alcázar de Madrid con el convento de la Encarnación. En 1884 Antonio Ruiz de Salces sustituyó a Jareño en la dirección de las obras de construcción del nuevo edificio de la Biblioteca Nacional. En 1892 se finalizó la construcción del edificio y el 16 de marzo de 1896 se abrió al público la Biblioteca Nacional en su nueva sede.
El edificio se asienta sobre los terrenos de una antigua finca conocida como la huerta de San Felipe Neri. Se empezó a construir en 1866 sobre los planos de Francisco Jareño y Alarcón, pero las obras no concluyeron hasta 1892, bajo la dirección de Antonio Ruiz de Salces. Su estilo es neoclásico, siendo su planta rectangular, con cuatro grandes patios interiores. La fachada que da a la calle de Serrano presenta una portada con columnas dóricas en la entrada y una columnata jónica de la balconada en el piso superior. En el jardín de acceso se encuentra una reproducción de la cueva de Altamira. El Palacio de Biblioteca y Museos Nacionales fue abierto al público en 1892 con motivo de los actos del IV Centenario del Descubrimiento de América y en 1896 se abrió de forma definitiva y para cumplir la función para la que había sido construido.
En 1895 los fondos del Museo Arqueológico Nacional fueron trasladados al Palacio, ocupando las plantas que dan a la calle Serrano y parte de las laterales, lo que supone un tercio del total del edificio, ya que el resto lo ocupa la Biblioteca Nacional de España. 
Hubo una serie de re-estructuraciones posteriores, la más importante se llevó a cabo entre 1968 y 1981: las tres plantas originales se convirtieron en cinco y se reinstalaron todas las colecciones con nuevos conceptos museográficos en el Museo Arqueológico Nacional, que tras una profunda reestructuración de sus espacios expositivos, abrió de nuevo sus puertas en abril de 2014.

## Galería

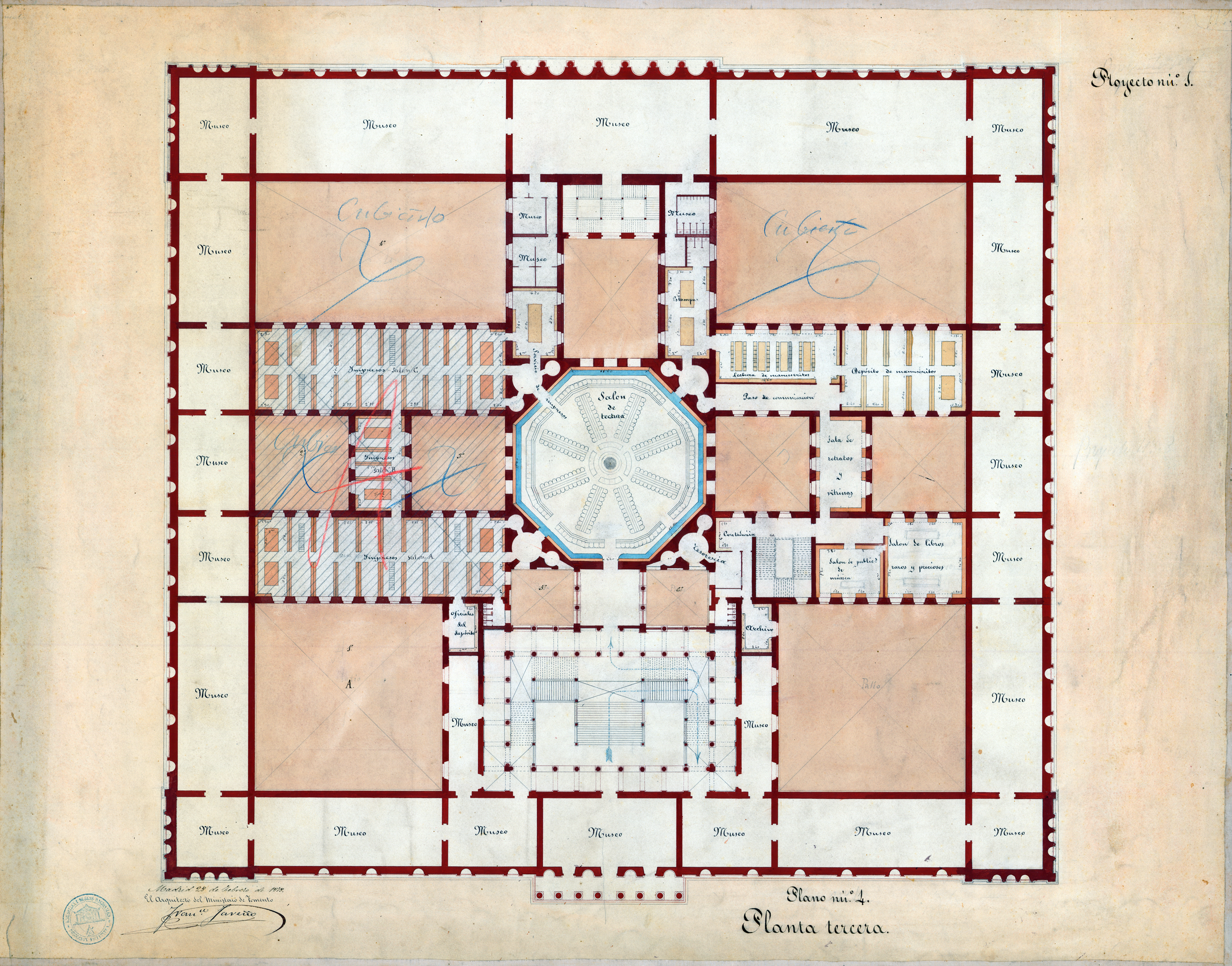
Planta tercera del proyecto. Lápiz y tinta sobre papel. Realizado por el arquitecto, Francisco Jareño de Alarcón
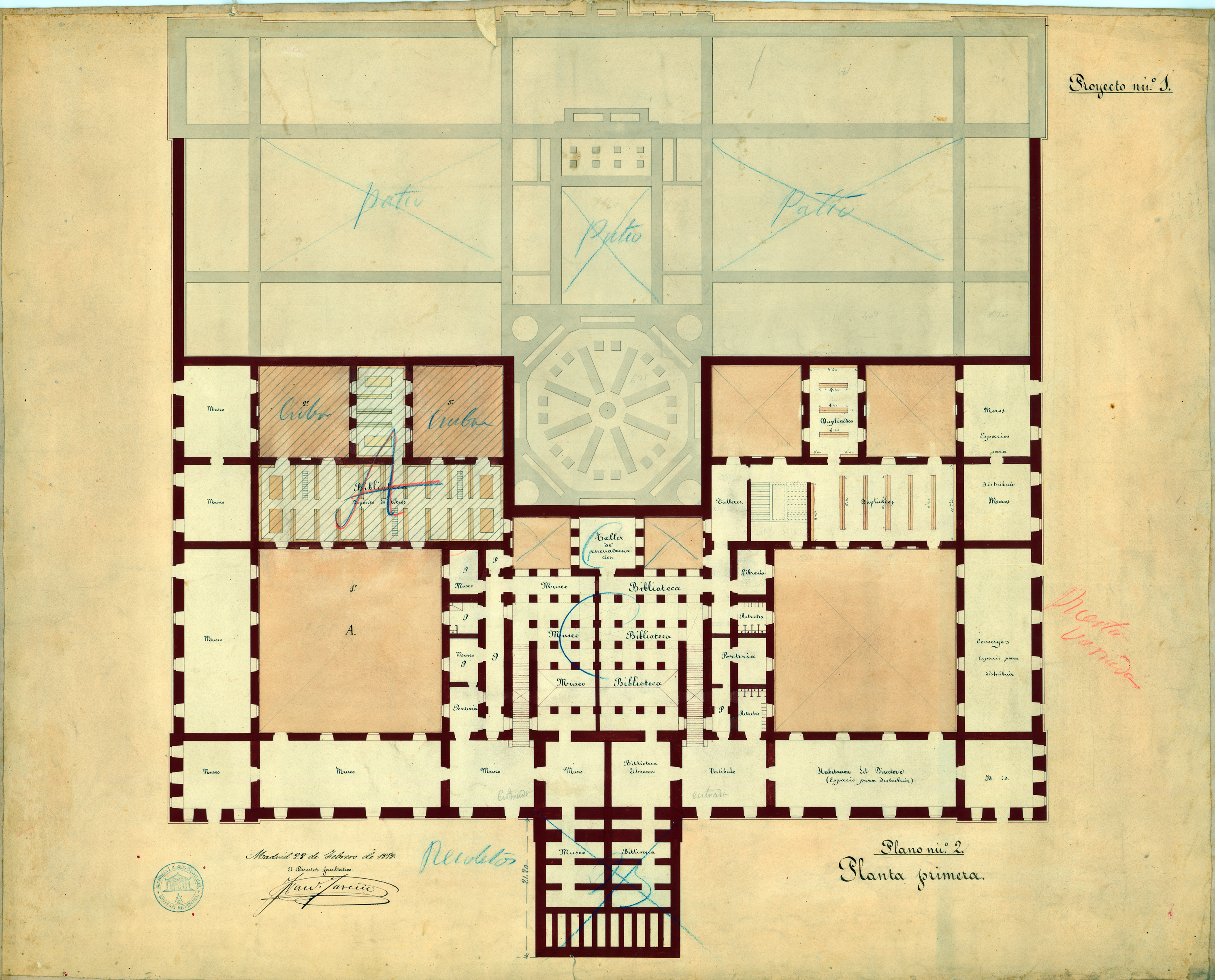
Tercera planta del proyecto, donde se muestra la separación en el edificio entre el museo (la parte señalada en claro) y la biblioteca.
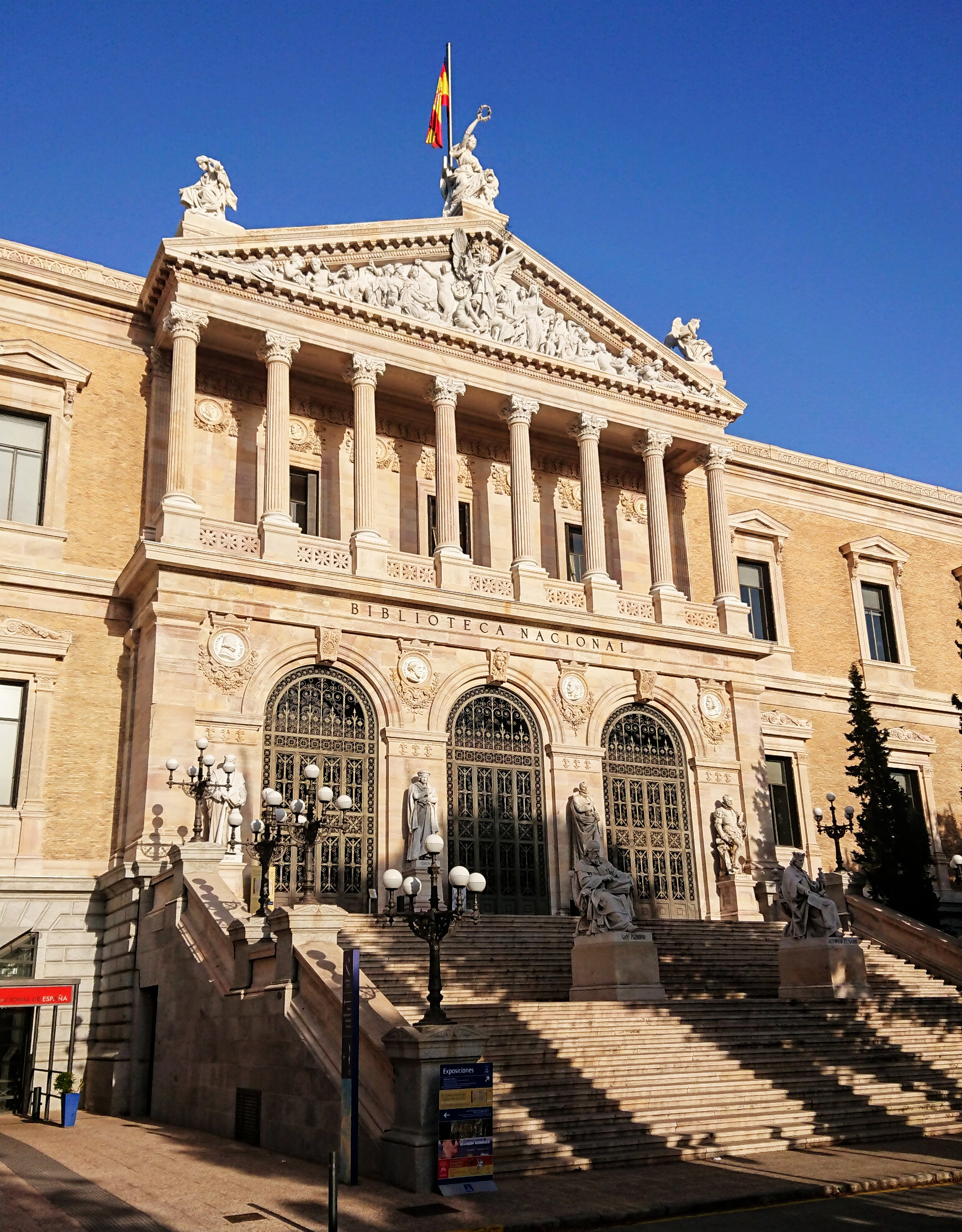
Fachada hacia la calle Recoletos, Biblioteca Nacional de España.
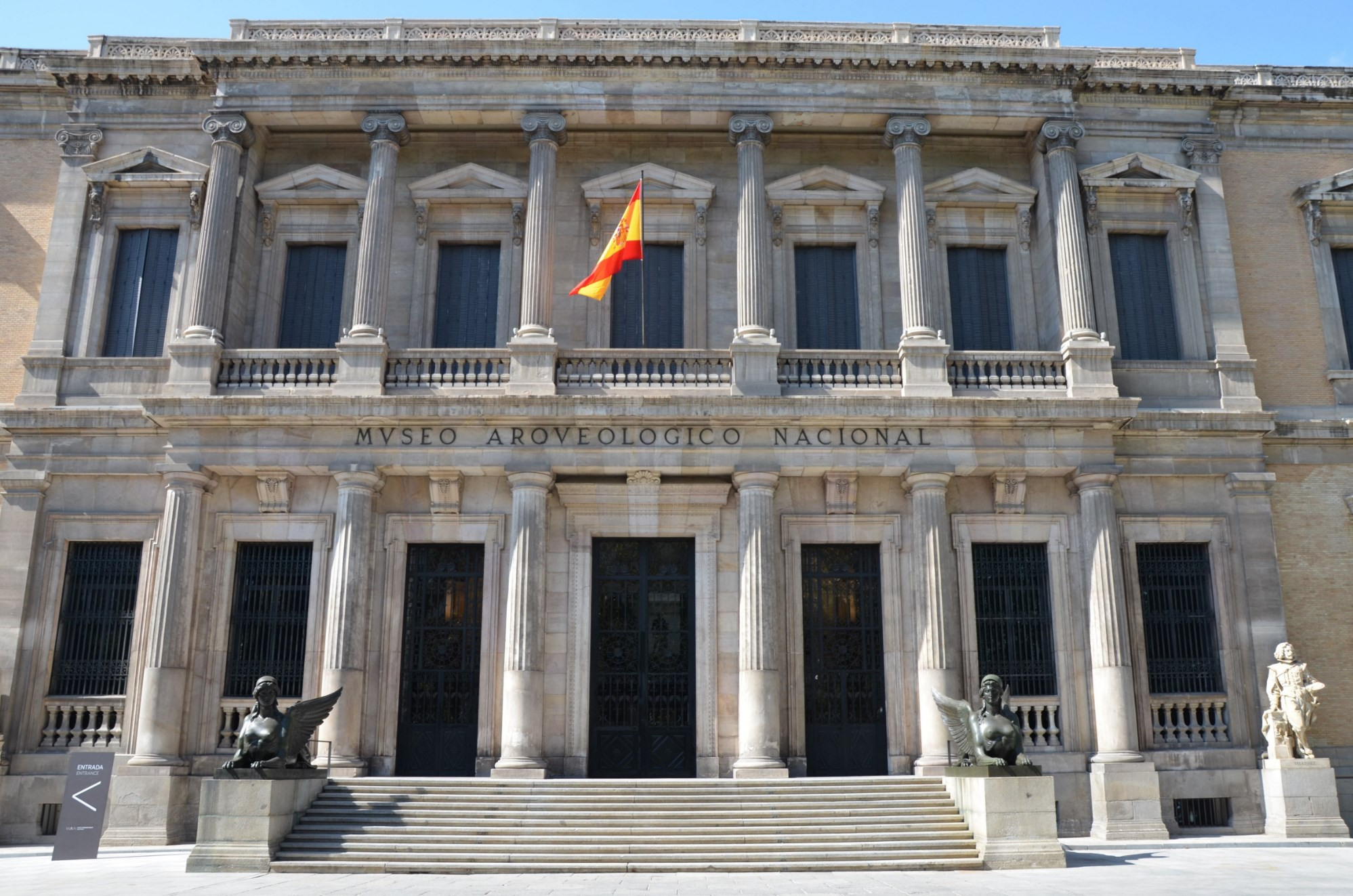
Fachada hacia la calle Serrano, Museo Arqueológico Nacional.
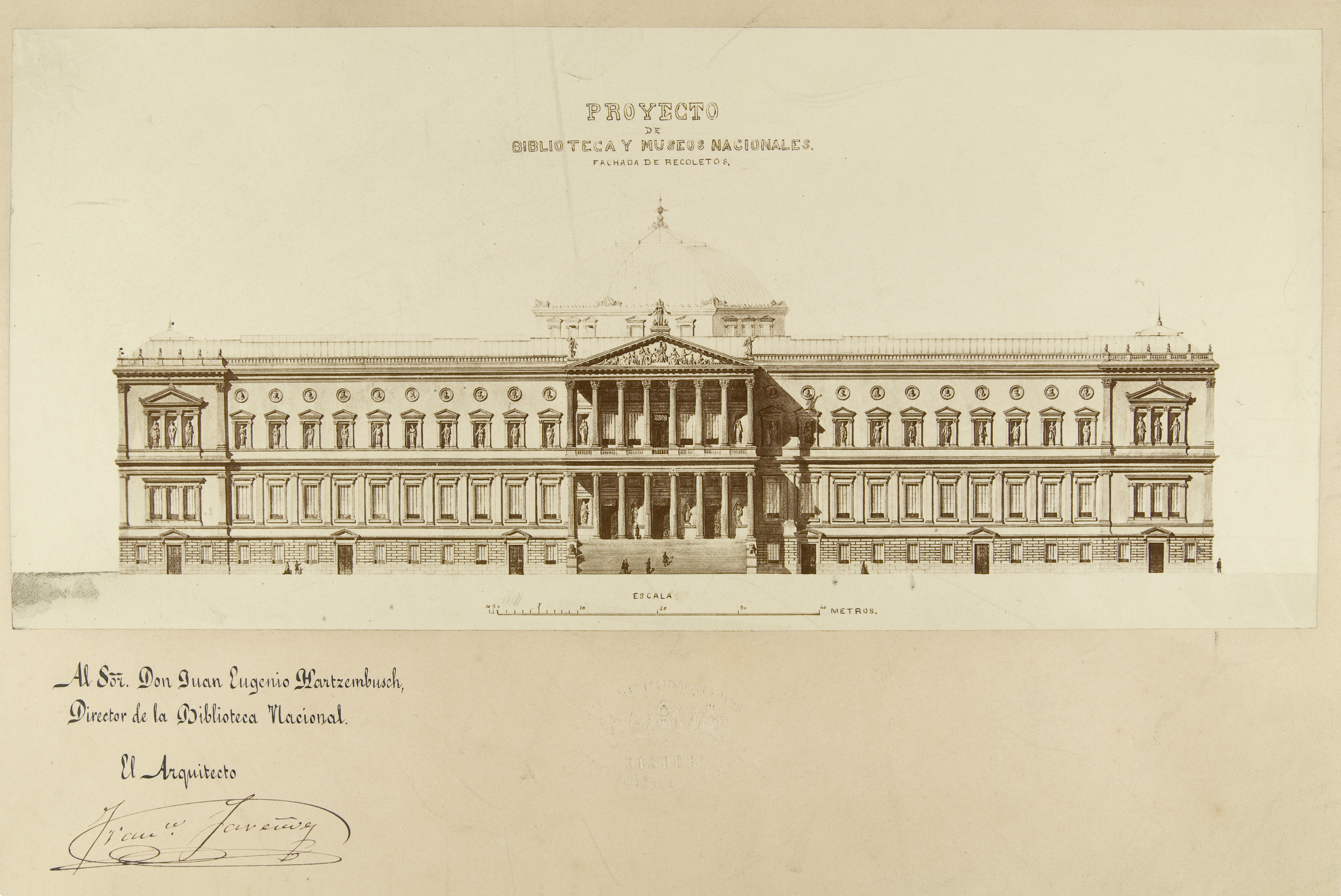
Fachada del Palacio de Biblioteca y Museos Nacionales hacia la Calle Recoletos. Papel de albúmina sobre cartulina. Croquis realizado por el arquitecto, Francisco Jareño de Alarcón.
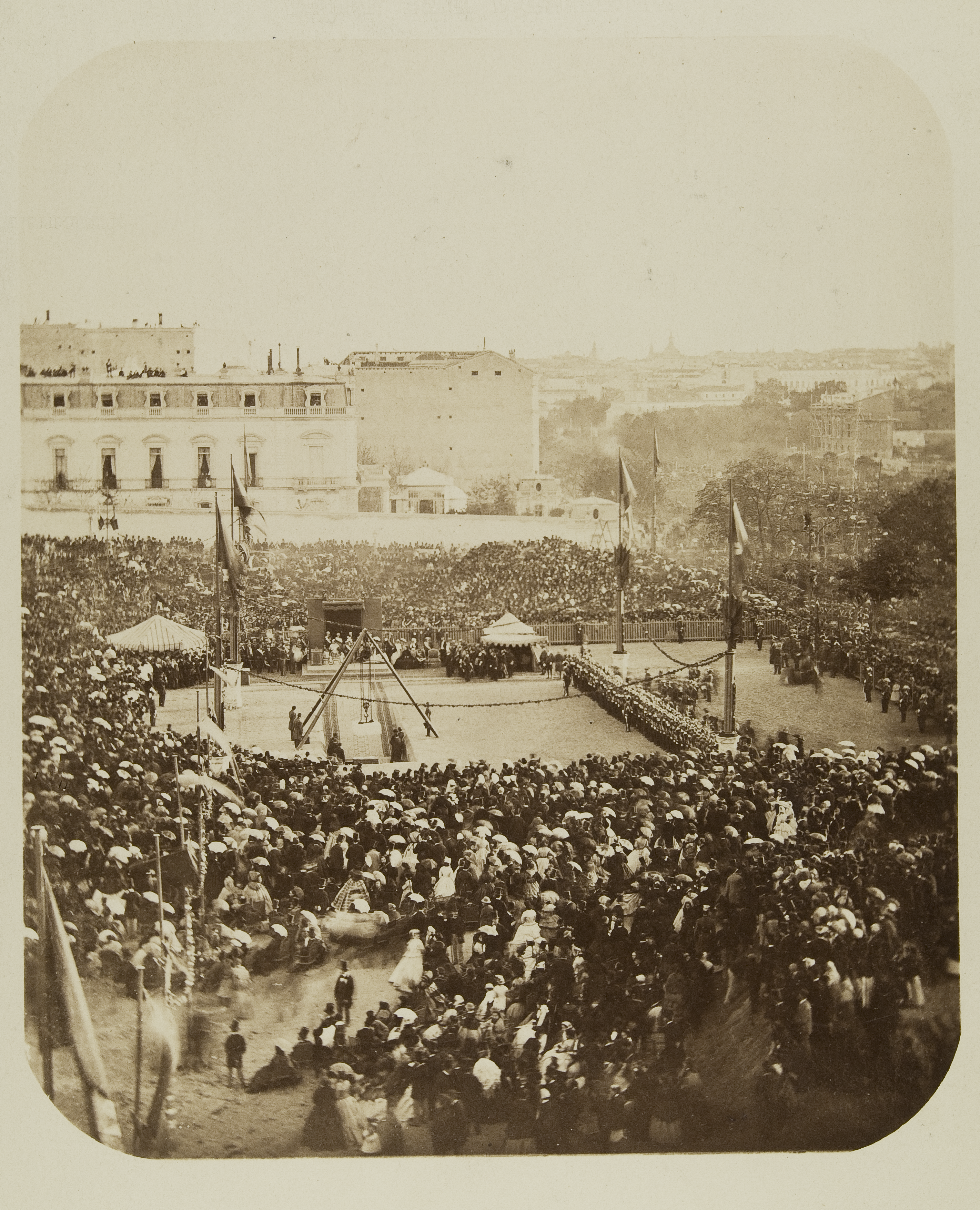
Inauguración de las obras del Palacio de Biblioteca y Museos Nacionales el 21 de abril de 1866 en presencia de Isabel II. Fotografía realizada por Gonzalo Langa. Papel de albúmina sobre cartulina.
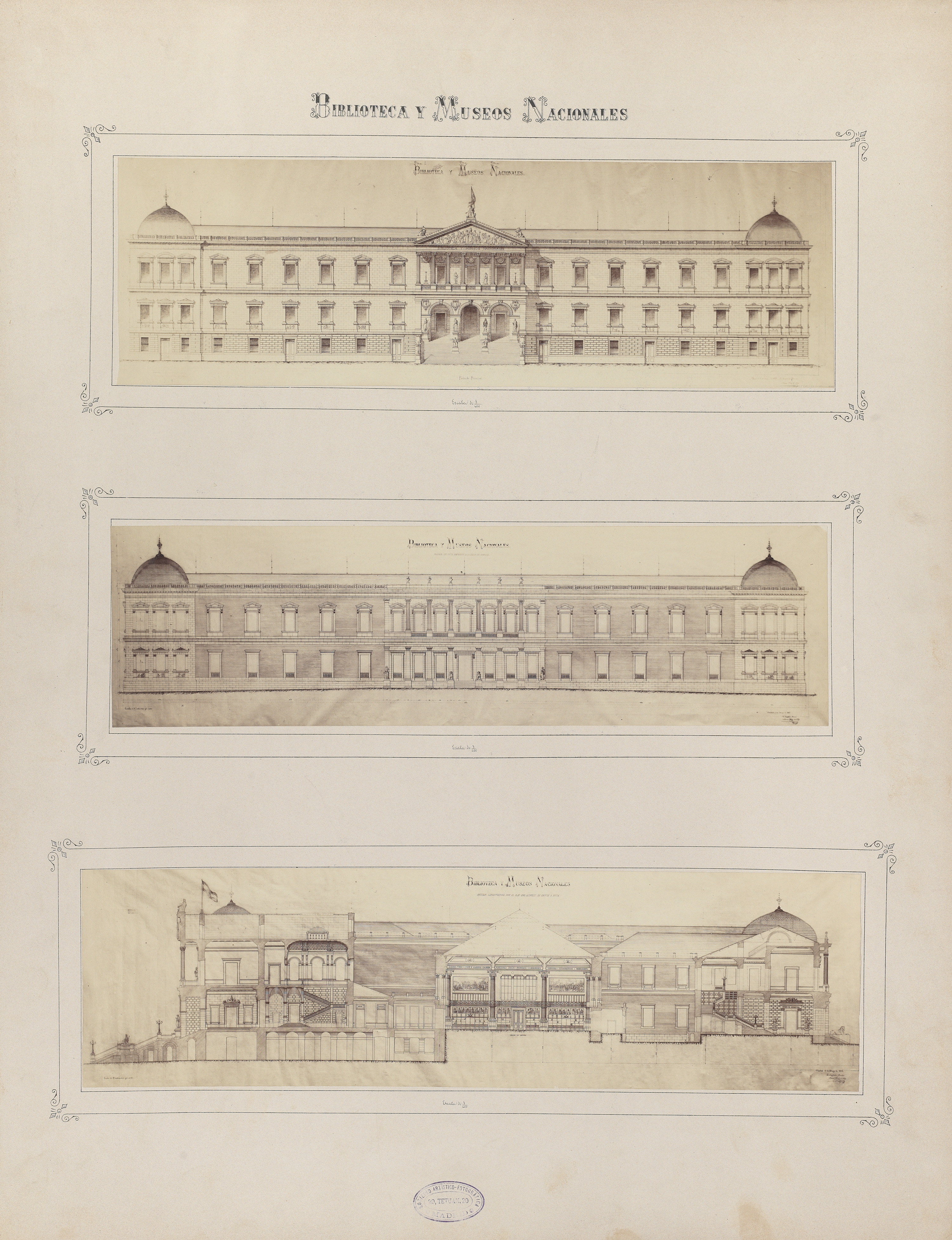
Proyecto de Palacio de Biblioteca y Museos Nacionales de Antonio Ruiz de Salces. Alzado a Recoletos, alzado a Serrano y sección este-oeste. Papel albúmina sobre cartulina.